# Csertés (Románia)
Csertés (románul: Certege) falu Romániában, Erdélyben, Fehér megyében.

## Fekvése
A Mócvidéken, Topánfalvától északnyugatra fekvő szórványtelepülés.

## Nevének eredete
Neve egy szláv eredetű *čьrtežь szóból származik, amely a fakérgek lehántásával végrehajtott erdőirtást jelentett. Ezen jelentésben a čertež szó ma is él a ruszinban, a helynevek tanúsága szerint pedig párhuzamai megvoltak több más szláv nyelvben és a románban is. A belőle alakult határnevek a román nyelvterületen a leggyakoribbak Gorj és Krassó-Szörény megyében, de megtalálhatók az Erdélyi-középhegységben, Máramarosban, Szilágyban és az Avasban is. Előfordulásuk északon a hucul Čertež, délnyugaton a szerb Crtež határnevekével határos. Lengyel nyelvterületen a San folyóig találkozunk Czerteż helynevekkel.   A falut 1850-ben Sartesch, 1854-ben Csertés és Certesea néven írták össze.

## Története
Torda, később Torda-Aranyos vármegyéhez tartozó móc falu volt. Lakói famegmunkálással, főként zsindelykészítéssel foglalkoztak. A szegényebbek messze eljártak famunkát végezni. Miután papjuk 1815-ben áttért a görögkatolikus vallásra, vita alakult ki a templom hovatartozása miatt. A falusiak négy deputációt is vezettek Karlócára, míg 1823-ban az alispán elöljáróikat 30 botütésre és 70 forint pénzbírságra büntette. 1918 és 1924 között Topánfalva részét alkotta. 1945 után kiváltak belőle Borlești, Coasta Vâscului, Dric, Peste Valea Bistrii, Tomușești és Valea Caselor házcsoportok.
1910-ben 1219 román anyanyelvű lakosából 690 volt ortodox és 529 görögkatolikus vallású.
2002-ben a belőle kivált házcsoportokkal együtt 605 román nemzetiségű lakosa volt, közülük 590 ortodox és 7 görögkatolikus vallású.

## Híres emberek
- A helyi görögkatolikus templom freskóinak festése közben hunyt el Stefan Tenecki, a híres aradi egyházi festő.[4]
- Itt született 1888-ban Iosif Trifa, az Oastea Domnului ('Isten hadserege') nevű ortodox lelkiségi mozgalom alapítója.